# Riserva naturale Monte Rotondo
La riserva naturale Monte Rotondo è un'area naturale protetta di 1452 ha, istituita nel 1982 e situata nei comuni di Bussi sul Tirino, Castiglione a Casauria, Corfinio, Popoli Terme e Tocco da Casauria, tra le province dell'Aquila e di Pescara.

## Descrizione
La riserva occupa una superficie di 1452 ha, pari a quasi 15 km², e ricade nei territori dei comuni di Bussi sul Tirino, Castiglione a Casauria, Corfinio, Popoli Terme e Tocco da Casauria. L'intero areale comprende zone di pertinenza del parco nazionale del Gran Sasso e Monti della Laga e spazia dai 300 m s.l.m. del fiume Aterno-Pescara (sebbene vi siano punti in cui si raggiunge il minimo di 230 m s.l.m.) estendendosi a sud verso i 1731 m s.l.m. del monte Rotondo, che gli conferisce la denominazione. Geograficamente, la riserva si trova immersa nelle gole di Popoli, circondata a nord dal Gran Sasso e a sud dalle montagne del Morrone.

## Storia
La riserva è stata istituita con decreto ministeriale agricoltura e foreste del 18 ottobre 1982 come riserva naturale statale orientata. Con la legge n. 394 del 1991 è stata inclusa nel territorio del parco nazionale della Maiella, collocata all'interno della zona A. Il 21 maggio 1992 è stata riconosciuta all'interno della direttiva habitat come «sito di importanza comunitaria».

## Flora
Data la sua estensione e il suo dislivello, la flora della riserva annovera numerose varietà di piante arboree, erbacee e floreali, alcune delle quali frutto di riforestamenti. Tra le piante arboree, vi sono specie di abete bianco (site in località La Fossa), abete rosso, acero minore, agrifoglio, bagolaro, bosso, carpino nero, cedro, cerro, ciavardello, cipresso, cipresso arizonico, citiso a foglie sessili, dafne laurella, faggio, ginestra odorosa, ginestrella, ilatro, leccio, olmo montano, orniello, pino d'Aleppo, pino marittimo, pino nero, pungitopo, roverella, siliquastro, sorbo montano, tiglio selvatico e viburno lantana, mentre tra le piante erbacee e floreali, vi sono specie di asfodelo montano, camedrio, clematide fiammella, ciclamino primaverile, forasacco eretto, giglio rosso, ofride fior di vespa, peonia selvatica e speronella lacerata.

## Fauna
Diversificata è la fauna, che comprende, per i grandi e i piccoli mammiferi, specie di capriolo, cervo (simbolo della riserva), cinghiale, gatto selvatico, lupo appenninico, martora e orso bruno marsicano, mentre numerosi sono gli uccelli, rapaci e non, di piccole, medie e grandi dimensioni, con specie di aquila reale, astore, averla piccola, balia dal collare, calandro, codirossone, coturnice, culbianco, falco pellegrino, gracchio alpino, gracchio corallino, luì verde, passera scopaiola, pernice rossa (reintrodotta), picchio muraiolo, prispolone, regolo, rondine montana, rondone maggiore, sordone, sparviero, spioncello, sterpazzola della Sardegna, sterpazzolina, torcicollo, tordella, tottavilla, zigolo giallo e zigolo muciatto. Dei rettili, vi è nelle zone calde il cervone. Gli invertebrati sono rappresentati principalmente dalla Parnassius apollo, una rara specie di farfalla.